# Морено-Валлі
Морено-Валлі (англ. Moreno Valley) — місто (англ. city) в США, в окрузі Ріверсайд штату Каліфорнія. Населення — 208 634 особи (2020). Місто розташоване на південь від озера Перріс та міста Перріс. Також неподалік розташована повітряна база.

## Географія
Морено-Валлі розташоване за координатами 33°55′24″ пн. ш. 117°12′20″ зх. д. / 33.92333° пн. ш. 117.20556° зх. д. (33.923253, -117.205685).  За даними Бюро перепису населення США в 2010 році місто мало площу 133,32 км², з яких 132,80 км² — суходіл та 0,52 км² — водойми. Висота центру міста — 497 м. Морено-Валлі оточують гори.
Найпомітнішим географічним об'єктом в окрузі є гора Бокс-спрінг, близько верхівки якої, з боку міста, розташована велика літера «М», яка є символом міста. Вона була споруджена 2005 року, на честь 21 річниці від отримання статусу міста.

### Клімат
| Клімат : Морено-Валлі   | Клімат : Морено-Валлі | Клімат : Морено-Валлі | Клімат : Морено-Валлі | Клімат : Морено-Валлі | Клімат : Морено-Валлі | Клімат : Морено-Валлі | Клімат : Морено-Валлі | Клімат : Морено-Валлі | Клімат : Морено-Валлі | Клімат : Морено-Валлі | Клімат : Морено-Валлі | Клімат : Морено-Валлі | Клімат : Морено-Валлі |
| Показник                | Січ.                  | Лют.                  | Бер.                  | Квіт.                 | Трав.                 | Черв.                 | Лип.                  | Серп.                 | Вер.                  | Жовт.                 | Лист.                 | Груд.                 | Рік                   |
| Абсолютний максимум, °C | 36,1                  | 33,3                  | 36,7                  | 40,0                  | 42,2                  | 44,4                  | 47,8                  | 45,0                  | 45,0                  | 42,2                  | 36,7                  | 33,9                  | 45,0                  |
| Середній максимум, °C   | 20,0                  | 20,0                  | 21,7                  | 24,4                  | 27,2                  | 30,6                  | 34,4                  | 35,0                  | 32,8                  | 28,3                  | 23,3                  | 19,4                  | 26,5                  |
| Середній мінімум, °C    | 6,1                   | 6,7                   | 7,8                   | 9,4                   | 12,2                  | 13,9                  | 16,7                  | 16,7                  | 15,0                  | 11,7                  | 7,8                   | 5,6                   | 10,8                  |
| Абсолютний мінімум, °C  | −4,4                  | −2,8                  | −1,7                  | 0,6                   | 3,3                   | 6,7                   | 9,4                   | 9,4                   | 5,6                   | 0,0                   | −3,3                  | −5,6                  | −5,6                  |
| Норма опадів, мм        | 59                    | 64                    | 43                    | 11                    | 8                     | 0                     | 0                     | 0                     | 2                     | 8                     | 19                    | 57                    | 273                   |
| ----------------------- | --------------------- | --------------------- | --------------------- | --------------------- | --------------------- | --------------------- | --------------------- | --------------------- | --------------------- | --------------------- | --------------------- | --------------------- | --------------------- |

## Демографія
Згідно з переписом 2010 року, у місті мешкало 193 365 осіб у 51 592 домогосподарствах у складі 43 181 родини. Густота населення становила 1450 осіб/км².  Було 55559 помешкань (417/км²).
Расовий склад населення:
| - 41,9 % — білих - 18,0 % — чорних або афроамериканців - 6,1 % — азіатів - 0,9 % — корінних американців - 0,6 % — вихідців з тихоокеанських островів - 26,8 % — осіб інших рас |

До двох чи більше рас належало 5,7 %. Частка іспаномовних становила 54,4 % від усіх мешканців.
За віковим діапазоном населення розподілялося таким чином: 32,3 % — особи молодші 18 років, 61,4 % — особи у віці 18—64 років, 6,3 % — особи у віці 65 років та старші. Медіана віку мешканця становила 28,6 року. На 100 осіб жіночої статі у місті припадало 95,1 чоловіків;  на 100 жінок у віці від 18 років та старших — 91,3 чоловіків також старших 18 років.
Середній дохід на одне домашнє господарство  становив 66 039 доларів США (медіана — 54 590), а середній дохід на одну сім'ю — 66 945 доларів (медіана — 55 174). Медіана доходів становила 40 350 доларів для чоловіків та 35 883 долари для жінок. За межею бідності перебувало 19,3 % осіб, у тому числі 27,2 % дітей у віці до 18 років та 12,4 % осіб у віці 65 років та старших.
Цивільне працевлаштоване населення становило 81 106 осіб. Основні галузі зайнятості: освіта, охорона здоров'я та соціальна допомога — 23,5 %, роздрібна торгівля — 16,0 %, виробництво — 8,5 %, транспорт — 8,4 %.

## Економіка
Головним роботодавцем в регіоні є база ВПС США, де працюють 9000 осіб міста.

## Світлини

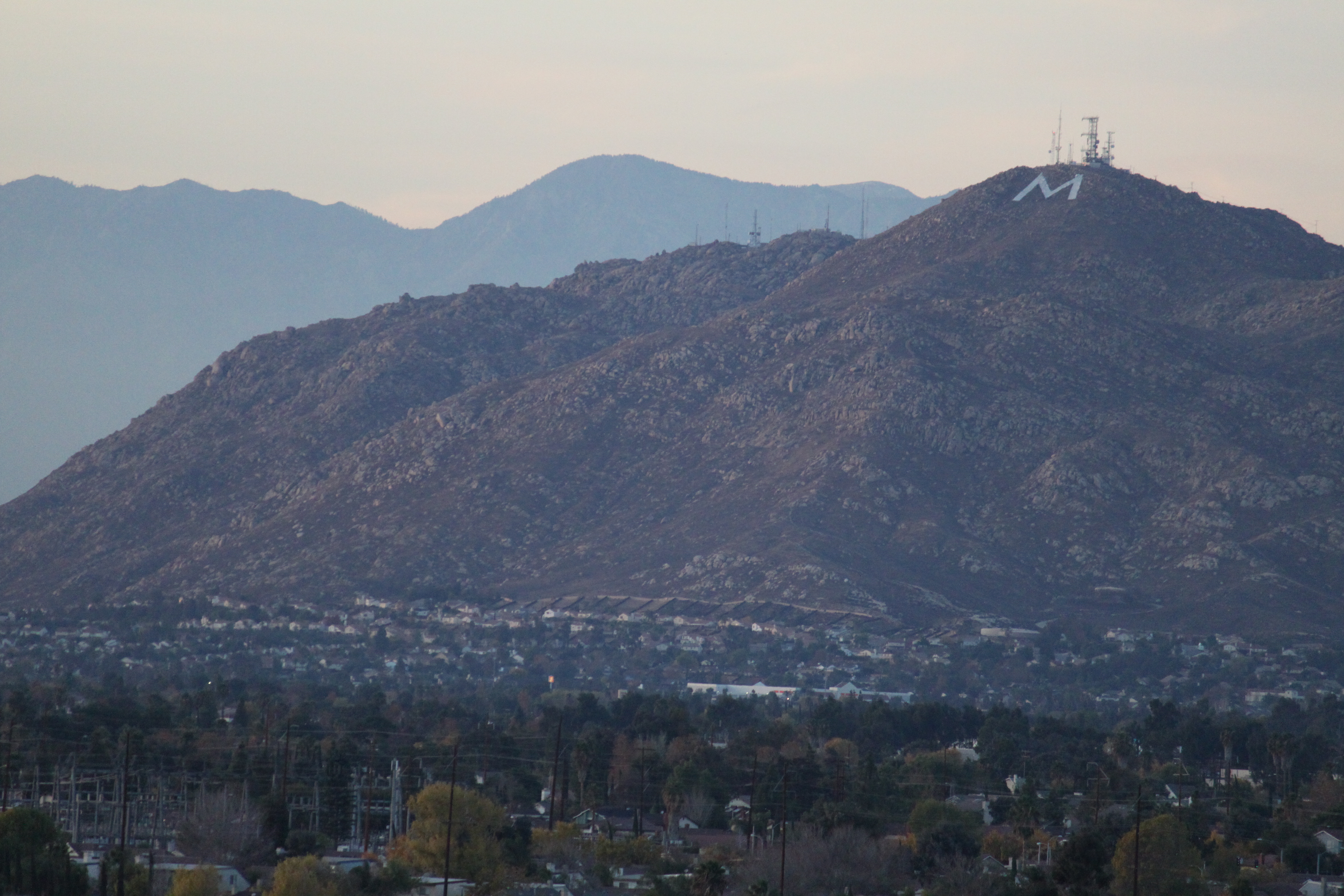
Вид на гору Бокс-спринг з буквою «М»
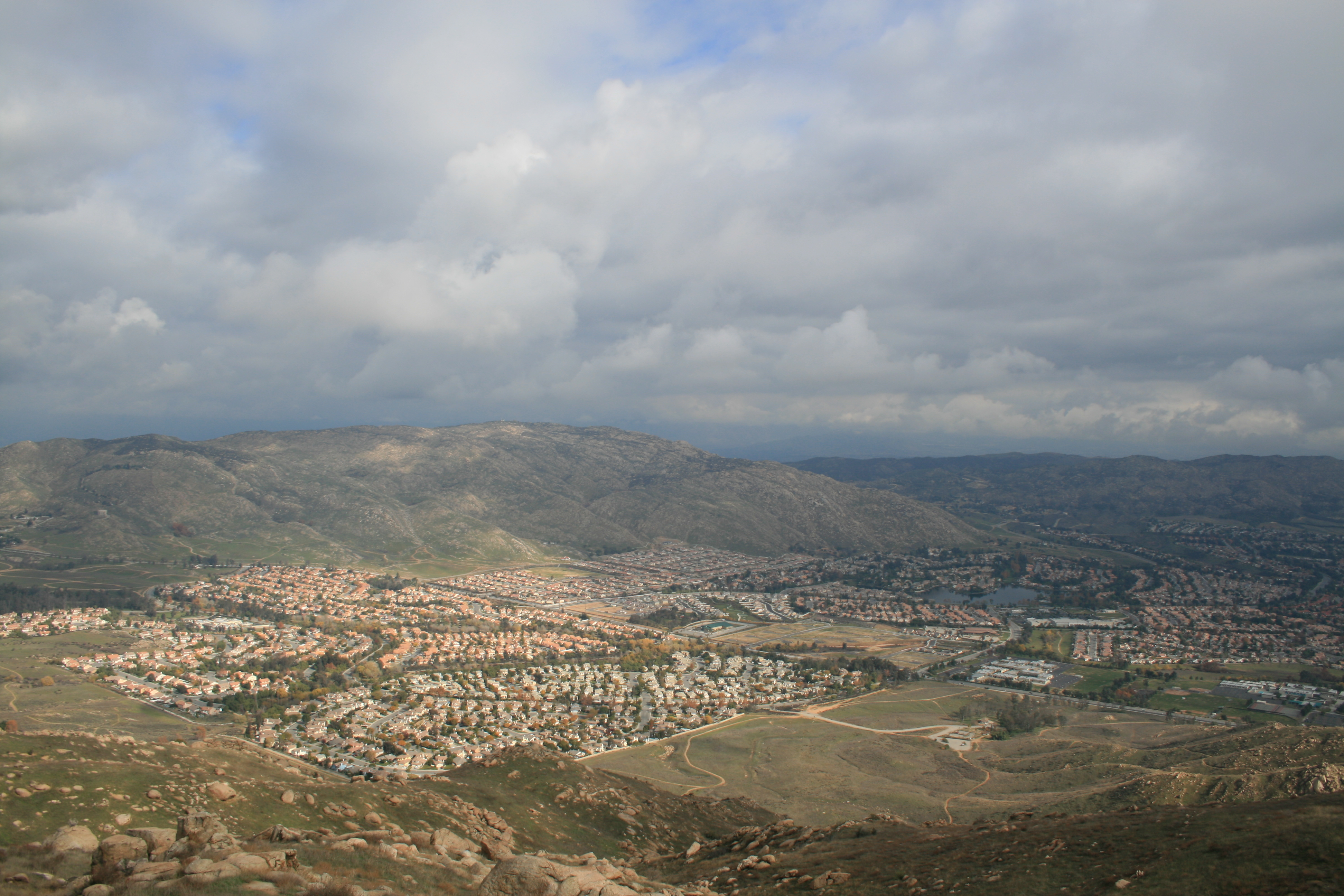
Вид на місто